# South Gate (Maryland)
South Gate és una concentració de població designada pel cens dels Estats Units a l'estat de Maryland. Segons el cens del 2000 tenia 28.672 habitants.

## Demografia
Segons el cens del 2000, South Gate tenia 28.672 habitants, 11.273 habitatges, i 7.372 famílies. La densitat de població era de 1.754,4 habitants per km².
Dels 11.273 habitatges en un 35% hi vivien nens de menys de 18 anys, en un 45% hi vivien parelles casades, en un 15,3% dones solteres, i en un 34,6% no eren unitats familiars. En el 25,9% dels habitatges hi vivien persones soles el 4,2% de les quals corresponia a persones de 65 anys o més que vivien soles. El nombre mitjà de persones vivint en cada habitatge era de 2,53 i el nombre mitjà de persones que vivien en cada família era de 3,06.
Per edats la població es repartia de la següent manera: un 25,9% tenia menys de 18 anys, un 10,9% entre 18 i 24, un 35,8% entre 25 i 44, un 20,6% de 45 a 60 i un 6,8% 65 anys o més.
L'edat mediana era de 32 anys. Per cada 100 dones de 18 o més anys hi havia 92,8 homes.
La renda mediana per habitatge era de 48.867 $ i la renda mediana per família de 55.780 $. Els homes tenien una renda mediana de 37.529 $ mentre que les dones 27.924 $. La renda per capita de la població era de 22.061 $. Entorn del 5,1% de les famílies i el 6,5% de la població estaven per davall del llindar de pobresa.

## Poblacions més properes
El següent diagrama mostra les poblacions més properes.